# カロール・ウィリアムズ
カロール・ミルトン・ウィリアムズ (Carroll Milton Williams, 1916年12月2日 - 1991年10月11日) は、アメリカの動物学者。昆虫学および発生生物学における、特に昆虫の変態の分野での業績で有名。

## 人物
彼は幼虫やサナギに対して画期的な外科実験を行い、また二酸化炭素麻酔などの新しい手法を開発した。彼が昆虫学に与えた影響はヴィンセント・ウィグルスワースにも比肩するとも評されている。
ウィリアムズは幼若ホルモンとエクジソンの初の分離に成功し、コクナーゼとシトクロムb5、そしてペーパーファクターとして知られるジュバビオンを発見した。後に、ホルモン類似体が昆虫の発達周期を乱すことによって農薬として使用可能であると提唱した。
1959年から1962年までハーバード大学生物学科学部長を勤め、1966年から退職する1987年まで生物学のベンジャミン・バッセイ名誉教授 (the Benjamin Bussey Professor of Biology) の地位にあった。彼はアメリカ芸術科学アカデミーのフェローであり、また米国科学アカデミーにも選出され、二期委員会のメンバーを務め、一度は生物科学の委員長であった。他にアメリカ医学研究所、ローマ教皇庁科学アカデミー、アメリカ哲学協会の会員でもあった。1950年に科学雑誌『サイエンス』からニューカム・クリーブランド賞を受賞。